# Osvino Ferreira Alves
Osvino Ferreira Alves (Itaqui, 11 de julho de 1897 — Rio de Janeiro, 17 de abril de 1981) foi um militar brasileiro.
Após os estudos preparatórios, ingressou na Escola Militar do Realengo, no Rio de Janeiro, em abril de 1915. Foi declarado Aspirante a Oficial da arma de Artilharia em dezembro de 1918. Promovido a Segundo Tenente em dezembro do ano seguinte, cursou a Escola de Aperfeiçoamento de Oficiais em 1920 e em janeiro de 1921 passou a Primeiro Tenente.
Em fevereiro de 1925 foi promovido a Capitão e, em junho de 1943, a Coronel. Em setembro de 1956 foi promovido a General de Divisão e chegou a General de Exército em 1959.
No período de agosto de 1951 a dezembro de 1958, comandou a 3ª Divisão de Infantaria, em Santa Maria.
Comandou o III Exército, de 24 de novembro de 1958 a 5 de abril de 1961.
Em 1960 levantou a hipótese de uma revolta popular caso Jânio Quadros, representante do "entreguismo", vencesse as eleições.
Entre 5 de maio e 17 de setembro de 1961, foi Chefe do Departamento-Geral do Pessoal.
Em 18 de setembro de 1961, assumiu o comando do I Exército, sediado no Rio de Janeiro, garantindo sempre o livre movimento de forças populares e sendo um dos principais conselheiros de João Goulart. Permaneceu nessa função até 1 de agosto de 1963..
Em janeiro de 1964 foi nomeado presidente da Petrobras.
Com o Golpe de 1964 e a promulgação do AI-1, que permitia punições extralegais de adversários do novo regime, foi destituído do cargo e preso durante alguns dias no Forte de Copacabana, tendo seus direitos políticos cassados. Sofreu longo processo, acusado de haver autorizado a paralisação da refinaria de Cubatão (SP), em 1 de abril de 1964.